# (34151) 2000 QH19
2000 QH19 (asteroide 34151) é um asteroide da cintura principal. Possui uma excentricidade de 0.04658690 e uma inclinação de 1.02739º.
Este asteroide foi descoberto no dia 24 de agosto de 2000 por LINEAR em Socorro.